# To Save a Life
To Save a Life è un film del 2009 diretto da Brian Baugh.

## Trama
Sconvolto per il suicidio del suo miglior amico Roger, Jake Taylor, studente delle superiori e campione di basket della scuola, decide di dare una svolta alla sua esistenza e di rivoluzionare il suo sistema di valori, mettendo in gioco tutto quello che ha per aiutare chi è meno fortunato di lui.

## Produzione
Il film è frutto di una collaborazione fra tre aziende basate sulla fede: la Samuel Goldwyn Films (autrice di Fireproof, Facing the Giants, and Amazing Grace), la Outreach Films e la New Song Pictures. Lo scrittore e produttore Jim Britts è stato ispirato a fare il film dopo aver osservato un semplice problema della società moderna: molti adolescenti sono hurting. Britts, un giovane pastore cristiano della California del Sud, e sua moglie, un insegnante, cominciarono a raccogliere tante storie di lotte tra adolescenti e le modellarono per il film.
Oltre l'80% del cast tecnico ed artistico di To Save a Life consiste in persone che vivevano ad Oceanside e nella San Diego North County. Diversi luoghi di Oceanside, incluso l'Oceanside High School, la Calvin Christian High School, il MiraCosta College, la New Song Community Church, l'Eternal Hills Memorial Park, il porto, la Guajome Park Academy e la spiaggia sono mostrate nel film.

## Accoglienza

### Critica
To Save a Life ha ricevuto generalmente critiche negative. Rotten Tomatoes dà al film un punteggio del 35% basato su 17 recensioni. Metacritic gli ha dato un punteggio del 19%. Marjorie Baumgarten dell'Austin Chronicle ha dato al film una recensione negativa dicendo "To Save a Life è un film messaggio ben intenzionato ma fatto in modo inetto..." Melissa Anderson di The Village Voice ha detto "Per tutti i suoi tentativi iniziali di ammorbidire la sua religiosità... To Save a Life è sottile come questo titolo di coda: 'I produttori desiderano ringraziare: DIO.'" Andy Webster del The New York Times ha detto "Il film sarebbe semplicemente fastidioso se non fosse per il suo spudorato sfruttamento delle sparatorie nelle scuole per far tirare acqua al proprio mulino."
Gli altri recensori hanno invece dato recensioni positive al film. Gary Goldstein del The Los Angeles Times ha detto "Il teen drama 'To Save a Life,' ben diretto da Brian Baugh da una sceneggiatura di Jim Britts, riesce ad essere accattivante, struggente e stimolante in modi che sono tranquilli e del tutto reali." Dan Bennett del North County Times ha dato al film 3 stelle su 4 dicendo che "non invadente o intenzionato a stabilire una dottrina assoluta, il film getta le idee in giro e lascia che siano i personaggi realistici a definirle." Bob Fischbach dell'Omaha World-Herald ha detto "[To Save a Life's] messages are good ones for kids to hear. The characters' appeal and a sprinkling of humor should help draw a young audience." Hannah Goodwyn di CBN.COM ha dichiarato: "To Save a Life invia un buon messaggio agli adolescenti sulla fede, la vita e l'amore per gli altri. Se non altro, vale il prezzo del biglietto". Pluggedin.com riporta: "Il prodotto finale è lucido, professionale ed uno dei migliori film cristiani che abbia mai visto. È forse perfetto? Vincerà un Oscar? No e no. L'industria cinematografica cristiana ha ancora molta strada da fare prima che possa intrecciarsi con migliori di Hollywood." Movieguide.org ha commentato: "Ogni aspetto di TO SAVE A LIFE è ben fatto. Il finale è impeccabile, tagliando con fantasia avanti e indietro con flashback. Questo film affronta alcuni argomenti difficili, tra cui il suicidio di adolescenti, il vizio del bere, il sesso, e l'uso di droghe. Questo sfondo realistico rende la storia del pentimento e del perdono molto più potente..."

### Box office
To Save a Life ha avuto un buon debutto nella prima settimana di programmazione, incassando in totale 1.581.517 dollari benché fosse trasmesso da soli 441 cinema. Il film era al 3º posto dei biglietti più venduti della Fandango.
Girato con un budget di 500.000 dollari, il film ne ha incassati in totale 3.780.975

## Novelization
Jim Britts, autore della sceneggiatura insieme al regista, ha scritto con la moglie Rachel una novelization del film.

## Premi e nomination
| Anno | Manifestazione    | Premio      | Categoria                   | Ricevente     | Risultato   |
| ---- | ----------------- | ----------- | --------------------------- | ------------- | ----------- |
| 2011 | MovieGuide Awards | Grace Award | Most Inspiring Movie Acting | Randy Wayne   | Candidato/a |
| 2011 | MovieGuide Awards | Grace Award | Most Inspiring Movie Acting | Joshua Weigel | Candidato/a |